# Джин Стэплтон
Джин Стэнплтон (англ. Jean Stapleton), урождённая Жа́нна Мю́ррей (англ. Jeanne Murray); 19 января 1923, Нью-Йорк — 31 мая 2013, там же) — американская характерная актриса, снимавшаяся как в кино, так и на телевидении. Популярность получила в 1970-х как исполнительница роли Эдит Банкер в телесериале «Все в семье» — за эту роль актриса неоднократно становилась лауреатом премий «Золотой глобус» и «Эмми».

## Биография
Родилась 19 января 1923 года в Нью-Йорке в семье продавца рекламных щитов Джозефа Мюррея и певицы Мэри Стэплтон Мюррей. Джин Стэплтон закончила Хантерский колледж.
В течение 30 лет Стэплтон была замужем за Уильямом Путчем (1924—1983). Вместе у них родилось двое детей: актёр, сценарист и режиссёр Джон Путч, и актриса Памела Путч.
Брат Джин, Джек Стэплтон, был театральным актёром. Её двоюродная сестра — актриса Бетти Джейн Уотсон.
Актриса скончалась в Нью-Йорке 31 мая 2013 года в возрасте 90 лет от естественных причин.

## Фильмография
| Год       |    | Русское название                      | Оригинальное название                 | Роль                                             |
| --------- | -- | ------------------------------------- | ------------------------------------- | ------------------------------------------------ |
| 1961      | с  | Доктор Килдэр                         | Dr. Kildare                           | медсестра Уитни                                  |
| 1961—1963 | с  | Обнажённый город                      | Naked City                            | миссис Фергюсон / миссис Треллис / Мэрилин Кониш |
| 1962      | с  | Защитники                             | The Defenders                         | миссис Ларсен                                    |
| 1962      | с  | Деннис-мучитель                       | Dennis the Menace                     | миссис Флора Дэвис                               |
| 1963      | с  | Одиннадцатый час                      | The Eleventh Hour                     | Роза Крайли                                      |
| 1968—1979 | с  | Все в семье                           | All in the Family                     | Эдит Банкер                                      |
| 1971      | ф  | Ломка                                 | Cold Turkey                           | миссис Уопплер                                   |
| 1971      | ф  | Клют                                  | Klute                                 | секретарь Гольдфарба                             |
| 1979      | с  | Дом Арчи Банкера                      | Archie Bunker's Place                 | Эдит Банкер                                      |
| 1990—1991 | с  | Кафе «Багдад»                         | Bagdad Cafe                           | Жасмин Звейбель                                  |
| 1996      | ф  | Майкл                                 | Michael                               | Панси Милбанк                                    |
| 1996      | с  | Мерфи Браун                           | Murphy Brown                          | Нана Силверберг                                  |
| 1996      | с  | Все любят Рэймонда                    | Everybody Loves Raymond               | тётя Альда                                       |
| 1998      | ф  | Вам письмо                            | You've Got Mail                       | Бёрди Конрад                                     |
| 1998      | мф | Покахонтас 2: Путешествие в новый мир | Pocahontas II: Journey to a New World | миссис Дженкинс                                  |
| 2000      | с  | Прикосновение ангела                  | Touched by an Angel                   | Эмма                                             |